# Cultura lliure (llibre)
Cultura lliure: De com els grans mitjans de comunicació utilitzen la tecnologia i les lleis per enclaustrar la cultura i controlar la creativitat (2004) és un llibre escrit pel professor de dret Lawrence Lessig, alliberat a Internet sota llicència Creative Commons Reconeixement/No comercial (by-nc 1.0) el 25 de març de 2004.
Un dia després que es publiqués el llibre en línia, el blocaire AKMA va suggerir que la gent escollís un capítol i en fes una gravació de veu, parcialment perquè hi tenien dret. Dos dies després, gran part del llibre ja s'havia narrat. A part d'aquesta producció d'àudio, aquest llibre també s'ha traduït a altres idiomes. La traducció al català va ser presentada per la Secretaria de Telecomunicacions i Societat de la Informació. També s'ha traduït al xinès, en un projecte col·laboratiu proposat per Isaac Mao, i al txec, francès, hongarès, italià, polonès, portuguès i castellà.
Algunes personalitats del programari lliure i projectes relacionats, com Richard Stallman que va ajudar a Lessig en algunes parts del llibre, no comparteixen algunes de les idees exposades per la seva proposta conservadora contra la protecció intel·lectual establerta. La proposta de Lessig es troba a mig camí entre les llicències proposades per Stallman i les llicències de protecció intel·lectual habituals.